# Liste der Kulturgüter in La Ferrière
Die Liste der Kulturgüter in La Ferrière enthält alle Objekte in der Gemeinde La Ferrière im Kanton Bern, die gemäss der Haager Konvention zum Schutz von Kulturgut bei bewaffneten Konflikten, dem Bundesgesetz vom 20. Juni 2014 über den Schutz der Kulturgüter bei bewaffneten Konflikten sowie der Verordnung vom 29. Oktober 2014 über den Schutz der Kulturgüter bei bewaffneten Konflikten unter Schutz stehen.
Objekte der Kategorie A sind vollständig in der Liste enthalten, Objekte der Kategorie B sind im Gemeindegebiet nicht ausgewiesen, Objekte der Kategorie C fehlen zurzeit (Stand: 7. März 2024). Unter übrige Baudenkmäler sind geschützte Objekte zu finden, die im Bauinventar des Kantons Bern als «schützenswert» verzeichnet sind.

## Kulturgüter
| Foto |                                                                     | Objekt                                   | Kat. | Typ | Standort                                 | Beschreibung |
| ---- | ------------------------------------------------------------------- | ---------------------------------------- | ---- | --- | ---------------------------------------- | --- |
| ja   | Datei hochladen · Wikidata zu Haus Gagnebin, «Pavillon» (Q19362630) | Haus Gagnebin, «Pavillon» KGS-Nr.: 09526 | A    | G   | Rue des Trois-Cantons 22 558620 / 221479 | 1715 erbautes Herrenhaus mit quadratischem Grundriss, schrägem Walmdach und weiss verputzten, einfach gegliederten Fassaden. Die Kalksteinrahmen und Ecklisenen sind ockerfarbig bemalt, über dem Südosttor ist eine Kartusche mit den Wappen der Familien Gagnebin und Sandoz angebracht. An der Nordseite ist das Haus von einem französischen Garten flankiert. Der Mediziner und Naturforscher Abraham Gagnebin wohnte und arbeitete ab 1735 bis zu seinem Tod 1800 in diesem Haus. |

## Übrige Baudenkmäler
Hinweis: Anstelle der KGS-Nummer wird als Objekt-Identifikator (ID) die Grundstücksnummer verwendet.
| ID       | Foto |                                                                          | Objekt                                                                                             | Typ | Standort                                 | Beschreibung |
| -------- | ---- | ------------------------------------------------------------------------ | -------------------------------------------------------------------------------------------------- | --- | ---------------------------------------- | ------------ |
| 1        | ja   | Datei hochladen · Wikidata zu Reformierte Kirche (1861–1864) (Q55415352) | Reformierte Kirche (1861–1864) / Temple (1861–1864)                                                | G   | Vers l’Église 9 558714 / 221269          |              |
| 5        | BW   | Datei hochladen                                                          | Arbeitermietshaus (2. Viertel 19. Jh.) / Habitation locative ouvrière (2ème quart 19ème s.)        | G   | Rue des Trois-Cantons 8 558631 / 221289  |              |
| 36       | BW   | Datei hochladen                                                          | Ehemaliges Schulhaus (1859) / Ancienne école (1859)                                                | G   | Chemin des Ecoliers 6 558545 / 221473    |              |
| 37       | ja   | Datei hochladen                                                          | Hotel Cheval Blanc (1688) / Hôtel du Cheval Blanc (1688)                                           | G   | Rue des Trois-Cantons 19 558592 / 221460 |              |
| 72       | BW   | Datei hochladen                                                          | Ehemaliges Bauernhaus (Mitte 19. Jh.) / Ancienne ferme (milieu du 19ème s.)                        | G   | La Chaux-d’Abel 96 559606 / 222979       |              |
| 84       | BW   | Datei hochladen                                                          | Ehemaliges Doppelbauernhaus (1671/1682) / Ancienne ferme double (1671/1682)                        | G   | Combe du Pelu 75 560428 / 221507         |              |
| 87       | ja   | Datei hochladen                                                          | Wohnhaus (1855) / Habitation (1855)                                                                | G   | Sur le Crêt 72 559813 / 221168           |              |
| 88       | BW   | Datei hochladen                                                          | Bauernhaus (1867) / Ferme (1867)                                                                   | G   | Sur le Crêt 71 559841 / 221196           |              |
| 96       | BW   | Datei hochladen                                                          | Bauernhaus (1626) / Ferme (1626)                                                                   | G   | Aux Pruats 77 560921 / 221646            |              |
| 111      | BW   | Datei hochladen                                                          | Bauernhaus (1776) / Ferme (1776)                                                                   | G   | Droit de Renan 57 560542 / 220242        |              |
| 114      | BW   | Datei hochladen                                                          | Bauernhaus (1635) / Ferme (1635)                                                                   | G   | Combe du Pelu 68 559882 / 220851         |              |
| 119      | BW   | Datei hochladen                                                          | Ehemaliges Bauernhaus (1621) / Ancienne ferme (1621)                                               | G   | Rangée des Robert 49 559461 / 220166     |              |
| 134      | BW   | Datei hochladen                                                          | Bauernhaus «la Bise Noire» (2. Hälfte 18. Jh.) / Ferme dite "la Bise Noire" (2ème moitié 18ème s.) | G   | La Cibourg 43a 559033 / 219203           |              |
| 137      | BW   | Datei hochladen                                                          | Ehemaliges Doppelbauernhaus (1664) / Ancienne ferme double (1664)                                  | G   | Rangée des Robert 46 559174 / 219949     |              |
| 158      | BW   | Datei hochladen                                                          | Bauernhaus (1853) / Ferme (1853)                                                                   | G   | La Vigie 100 558844 / 221646             |              |
| 209; 325 | BW   | Datei hochladen                                                          | Arbeitermietshaus (1854) / Habitation locative ouvrière (1854)                                     | G   | La Basse-Ferrière 2, 4 558559 / 222026   |              |
| 308      | BW   | Datei hochladen                                                          | Herrenhaus (um 1800) / Maison de maître (vers 1800)                                                | G   | Au Saignat 35 558304 / 220862            |              |
| 327      | BW   | Datei hochladen                                                          | Herrenhaus «la Bise Noire» (um 1790) / Maison de maître dite "la Bise Noire" (vers 1790)           | G   | La Cibourg 43 559071 / 219208            |              |
| 350      | BW   | Datei hochladen                                                          | Ehemaliges Bauernhaus (1614) / Ancienne ferme (1614)                                               | G   | Droit de Renan 61 561008 / 220199        |              |
| 368      | BW   | Datei hochladen                                                          | Bauernhaus (1615) / Ferme (1615)                                                                   | G   | Combe du Pelu 73 560128 / 221193         |              |